# Напад акули

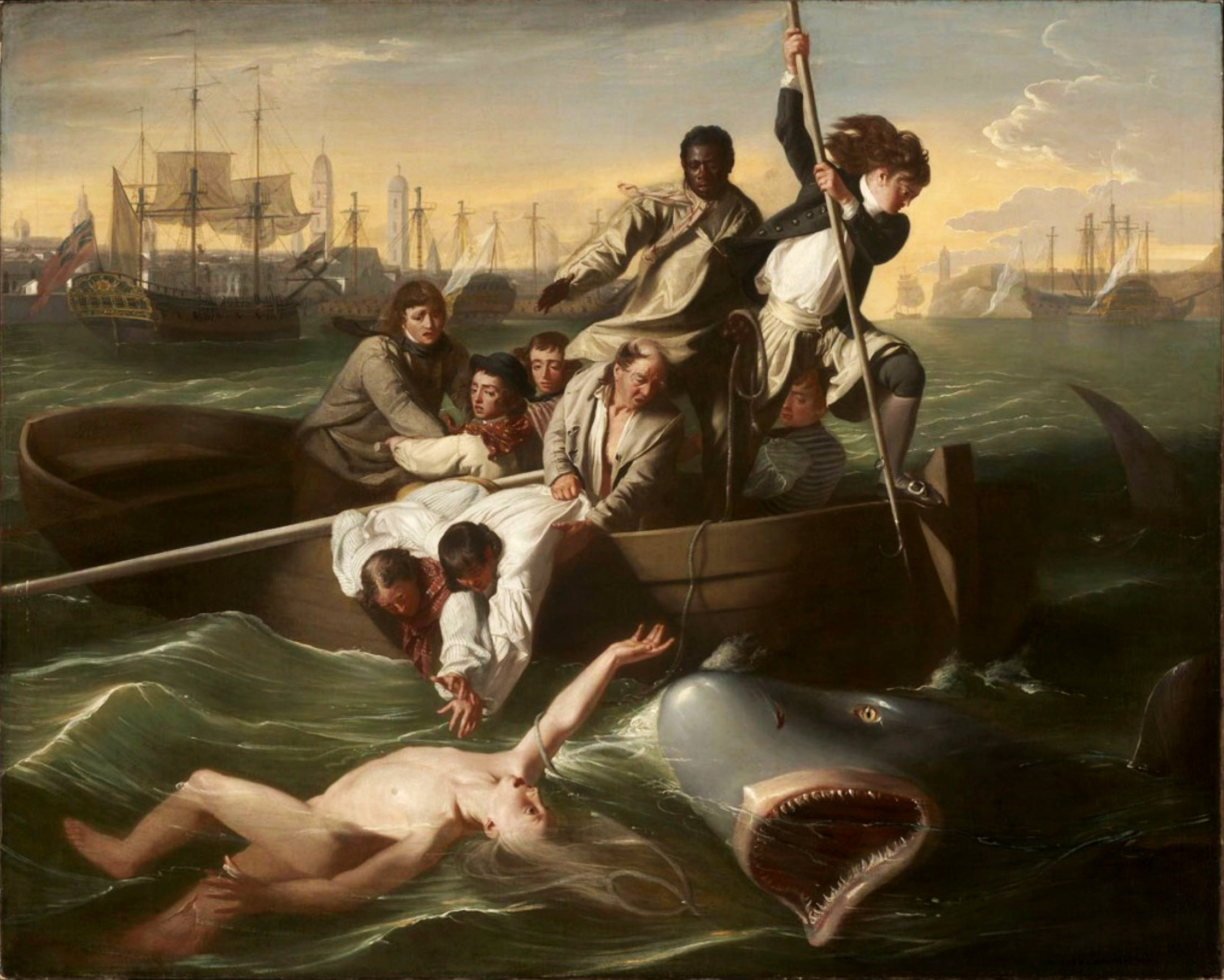
Дж. С. Коплі — «Брук Ватсон і акула», 1778 р.

Напад акули — подія, коли акула з якоїсь причини атакує людину — відбувається у світі регулярно, але не обов'язково із смертельним результатом. Не зважаючи на відносну рідкість нападів, страх перед ними виріс завдяки описам окремих випадків, таких як напад у Джерсе Шор в 1916 році, коли 4 людини загинули і 1 отримала каліцтва, а також літературним творам і фільмам жахів на зразок серії кінофільмів «Щелепи». Багато експертів вважають, що небезпека, яку несуть акули, сильно перебільшена, і навіть творець книги «Щелепи» покійний Пітер Бенчлі останніми роками перед смертю намагався розвіяти міф про гігантських акул-людоїдів.

## Статистики
| Світова статистика нападів акул з 2000 року |                            |                                  |
| Рік                                         | Загальна кількість нападів | Нападів із смертельним наслідком |
| 2000                                        | 95                         | 17                               |
| 2001                                        | 90                         | 5                                |
| 2002                                        | 86                         | 9                                |
| 2003                                        | 88                         | 6                                |
| 2004                                        | 88                         | 11                               |
| 2005                                        | 96                         | 8                                |
| 2006                                        | 97                         | 8                                |
| 2007                                        | 103                        | 4                                |
| 2008                                        | 108                        | 10                               |
| 2009                                        | 101                        | 8                                |
| 2010                                        | 84                         | 7                                |

Згідно з міжнародною статистикою з нападу акул ISAF (англ. International Shark Attack File) станом на 2009 рік у світі була зареєстрована 2251 атака починаючи з 1580 року, із них 464 фатальних. Найбільше атак трапилось на узбережжі Флориди. Лідирують такі країни як США, Австралія та Південна Африка, щоправда це більше пояснюється тим, що в даних країнах документування даних випадків здійснюється краще ніж в менш розвинутих прибережних країнах другого та третього світу.
Музей природознавства в Університеті Флориди порівнює ці дані з набагато вищою смертністю від інших причин, які прийнято вважати менш небезпечними: наприклад, в прибережних штатах США щорічно більше тисячі чоловік гине від удару блискавок.
Підраховано, що шанс стати жертвою нападу акули становить 1 до 11,5 мільйонів, а шанс загинути від такого нападу 1 до 264,1 мільйонів. В середньому за рік в США тоне 3306 чоловік, а гине від нападу акули 1.
Для порівняння, щороку люди вбивають 100 мільйонів акул..

## Навіщо вивчають напади акул
Однією з причин вивчення нападів є необхідність розширити уявлення про світ акул і про їхню поведінку. Розуміння причин і обставин, за яких акули нападають на людину, дасть змогу зменшити кількість таких нападів. Чим більше випадків за участю акул буде досліджено, тим краще буде вивчено їхню поведінку і типові дії. Реальну небезпеку для людей становить відносно невеликий відсоток із всіх видів акул. Але до тепер щороку на один напад акули припадає приблизно 10 млн убивств людьми акул, що становить близько 100 млн на рік. Знищується найцінніший океанський хижак, який відіграє життєво важливу роль у підтримці здорового стану світового океану. Необґрунтований жах навіяно людській свідомості «роздутими» випадками рідкісних нападів акул, а також грою на основних людських страхах режисерами і письменниками. Тому необхідні неупереджені факти, здатні прояснити реальну ситуацію і тверезо оцінити таке явище, як напад акули.

## Найнебезпечніші види

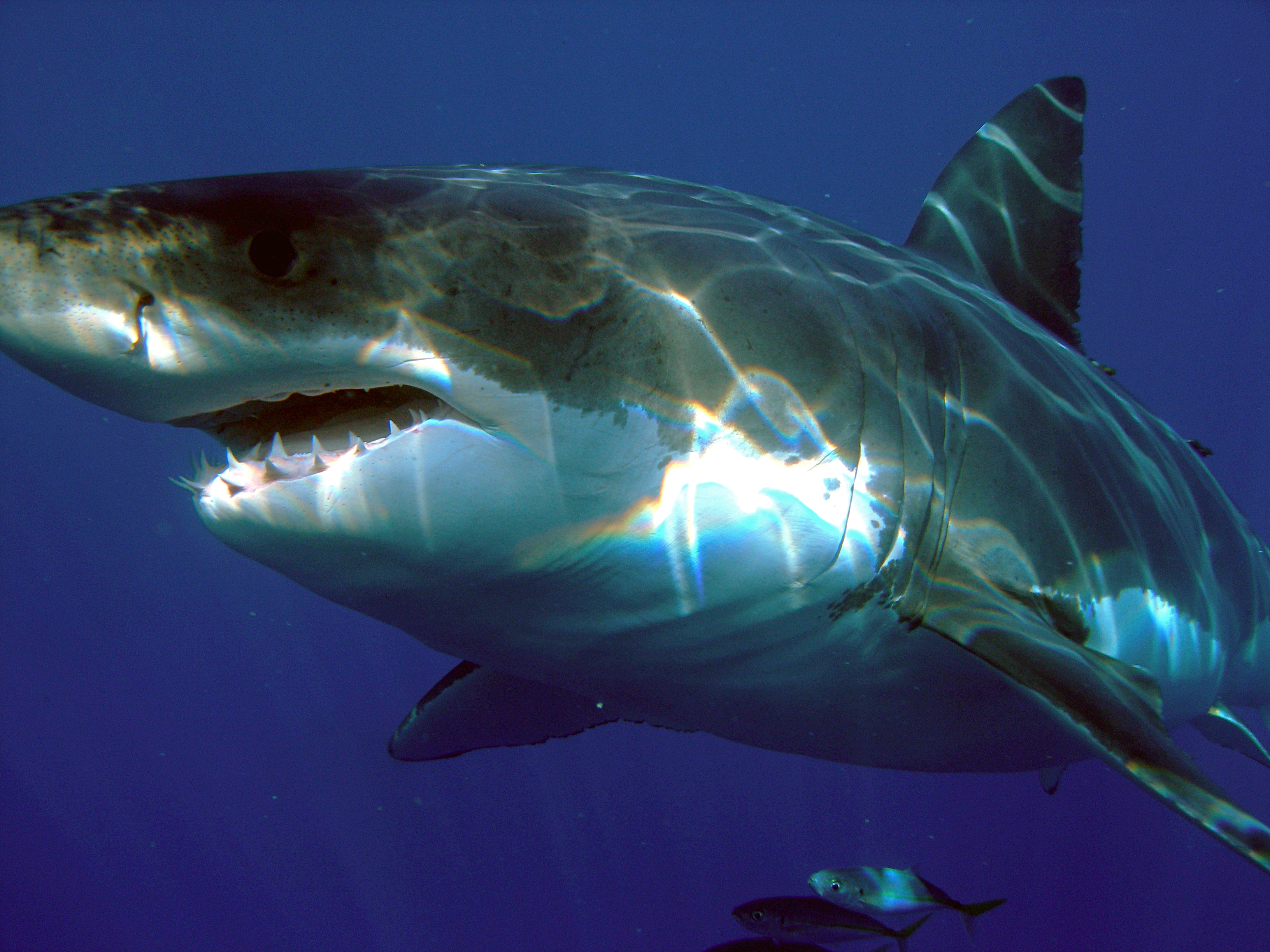
Акула біла

Насправді, всупереч поширеній думці, лише невелика кількість видів акул небезпечні для людини. Із понад 360 видів тільки 4 відмічені в значній кількості неспровокованих нападів на людей із смертельним результатом: акула біла, тигрова, тупорила і довгокрила акули. Попри те, що ці могутні морські хижаки спроможні нападати на людей, їхні фото- і відеозйомки проводилися незахищеними дайверами у відкритій воді. Наприклад, французький фільм Жака Перрена «Океани» містить кадри, де людина вільно плаває поряд з акулами.

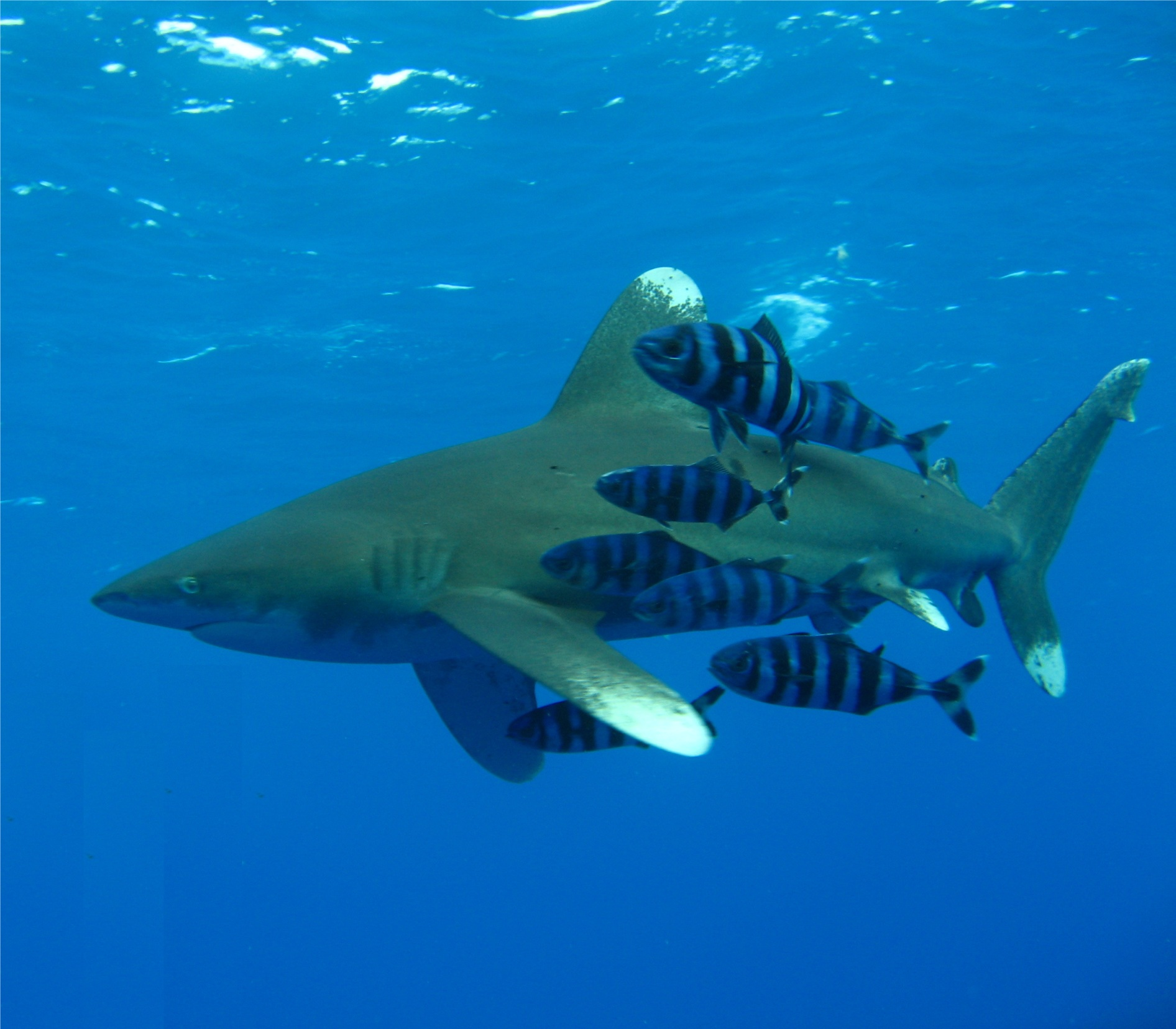
Довгокрила акула

Більшість нападів океанічної довгокрилої акули не зареєстровані, на відміну від інших трьох видів, перерахованих вище. За результатами сучасної статистики довгокрила акула представляється як та, що рідко здійснює неспровоковані напади. Проте відомий цілий ряд атак акул цього виду, особливо під час Першої і Другої світових воєн. Океанічна довгокрила акула мешкає здебільшого у відкритому морі і рідко з'являється біля берегів, де реєструються більшість випадків. Під час Другої світової війни безліч кораблів, суден і літаків терпіли лихо у відкритому морі, а довгокрила акула, унаслідок колишньої великої кількості виду, часто виявлялася першою на місці катастрофи.

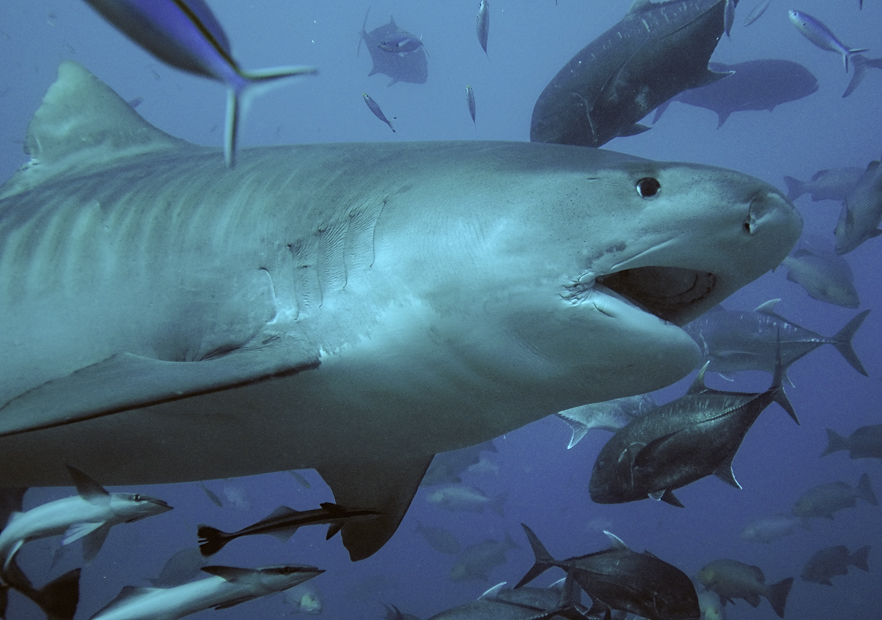
Акула тигрова

Сумно відомим прикладом нападів довгокрилої акули служить потоплення 28 листопада 1942 року німецьким підводним човном U-177 пасажирського пароплава «Nova Scotia» в районі Південної Африки. З 1000 пасажирів тоді вижили тільки 192, причому більшість смертей віднесли саме на рахунок довгокрилої акули. Іншим прикладом є торпедування американського крейсера «Індіанаполіс» 30 липня 1945 року, коли жертвами довгокрилої акули стали як мінімум 60-80 людей. за словами декого з тих, що вижили, також були помічені тигрові акули.

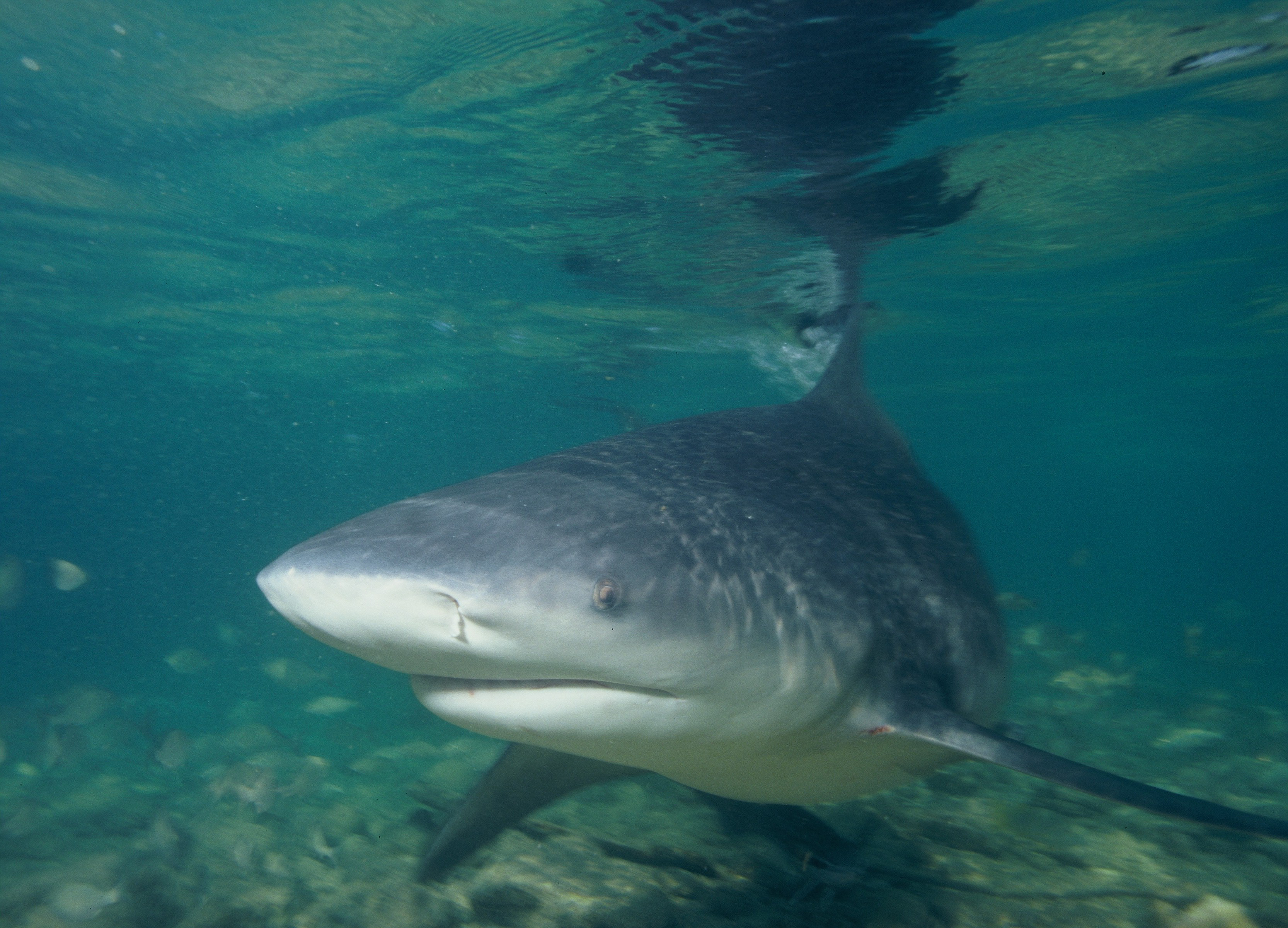
Тупорила акула

Відомі також і випадки неспровокованого нападу інших видів акул, але вони рідко закінчувалися смертю людини. Це: акула-мако, риба-молот, галапагоська, сіра рифова, лимонна, шовкова і блакитна акули. Ці акули — великі та сильні хижаки, причиною нападу яких може виявитися просто знаходження в невідповідному місці в невідповідний час. Проте вони вважаються менш небезпечними для плавців і дайверів. Решта декількох видів також щорічно нападає на людей, наносячи рани, потенційно небезпечні для життя. Але такі випадки відбуваються або через навмисну провокацію, або унаслідок помилкової ідентифікації акулою через стан води і таке інше.

## Класифікація
Учені класифікують напади акул наступним чином:
- Спровокований напад — коли людина першою входить в контакт з акулою. Жертвами зазвичай стають допитливі дайвери, що не дотримуються елементарних заходів безпеки.[14]
- Неспровокований напад:
  - Різкий одноразовий укус. Як правило, відбувається в районі пляжів, де акула полює на рибу. При каламутній воді, брижах на поверхні моря або сильній течії акула помилково може прийняти рухому людину за свою звичну їжу — рибу. Акула хапає, відразу ж відпускає щелепи і негайно спливає. Залишаються пошкодженими ступні або ноги, але зазвичай ці укуси не дуже значні і украй рідко приводять до смертельного результату. В цьому разі жертвами часто стають серфінгісти: їхні руки або ноги звисають з дошки у воду.
  - Раптовий напад — зазвичай відбувається в глибоководних районах. Акула в цих випадках бачить перед собою здобич, непомітно підкрадається і виникає перед плавцем з нізвідки. Результатом можуть стати серйозні каліцтва або й смерть, особливо якщо акула продовжує атакувати.
  - Удар-укус — при такому нападі акула кружляє біля жертви, фактично завдаючи їй удар головою або тілом перед кожним укусом. Як і при раптовому нападі, акула може атакувати повторно. Наслідками такого нападу теж можуть бути серйозні каліцтва або й смерть.

## Причини і тактика атак

### Причини нападів
Як і більшість природжених мисливців, акулам притаманне почуття цікавості, коли зустрічають на своїй території щось незвичайне. Позбавлені кінцівок з чутливими пальцями, таких як руки і ноги, вони застосовують єдиний доступний спосіб вивчення об'єкта або організму — укус. Ці укуси відомі як дослідницькі. Як правило, при такому нападі акула відпливає після першого ж укусу. Наприклад, напади на серфінгістів прийнято вважати дослідницькими укусами, оскільки акула цілком може помилитися — силует дошки для серфінгу з руками, що звисають з неї, і ногами дуже нагадує знизу її звичну здобич: тюленя, морського лева або черепаху. Та все ж такі дослідження можуть закінчитися для людини тяжкими наслідками, особливо якщо це такий могутній хижак як велика біла або тигрова акула. Не зважаючи на деякі рідкісні винятки, вважається, що акули нападають на людей не з метою вживання їх в їжу. Люди не є тим джерелом високожирного м'яса, яке необхідне акулам, щоб задовольнити їхні потреби у величезній кількості енергії для управління великим і могутнім тілом. Швидше вони віддадуть перевагу жирним тюленям і морським левам замість порівняно кістлявої людини. Але, через свій слабкий зір і каламутну воду, акула бачить у силуетах людей, що плавають на поверхні моря (особливо на дошці для серфінгу) якраз цих тварин. Така здобич якщо не відразу, то після нетривалого тягання під водою, випльовується назад.

### Тактика атак
Зазвичай акули здійснюють одну стрімку атаку, а потім чекають, коли жертва помре, або виснажиться перш ніж приступити до трапези. Це оберігає акулу від пошкоджень з боку пораненої і активної жертви, але в той же час дає людям час вибратися з води і залишитися живими. Чутливі органи акули, які називаються ампули Лоренцині, здатні виявляти електроімпульси, що виробляються м'язами при скороченні. За однією з теорій, електричні рецептори акули виявляють електроімпульси руху пораненою риби коли хтось рибалить або займається підводним полюванням, і це може стати причиною для помилкового нападу на людину.
Будь-який вид акул несе потенційну небезпеку в тій чи іншій мірі. Як сказав Жак-Ів Кусто, «через безодню сторіч кровожерна, незламна акула дійшла до наших днів, не потребуючи еволюції, дійшов прадавній вбивця, початково озброєний для боротьби за існування». Найбільшу небезпеку акули несуть плавцям ближче до поверхні, а дієвих способів відлякувати акул усе ще не існує. Як і будь-яка тварина, акула відчуває страх жертви і стає небезпечнішою при провокації її на оборонні дії. Але їхня атака зазвичай не починається негайно — спочатку акула вивчає людину, плаваючи довкола, а потім може зникнути і раптово з'явитися.

## Запобігання нападам
Поведінку акул зазвичай неможливо передбачити. Вони можуть довго байдуже плавати поряд, а потім несподівано напасти на плавця. Цей напад може виявитися як простим дослідницьким укусом, так і явною атакою. Не існує способу повністю усунути можливість нападу акули під час знаходження людини у воді, але можна прийняти деякі запобіжні засоби для зменшення ризику, зокрема:
- не заходьте у воду на світанку, в сутінках та вночі — це час коли акули полюють;
- уникайте областей, де можуть зосереджуватись акули, як, наприклад, темна вода, глибокі місця;
- не плавайте самі, намагайтесь бути біля групи людей, і якщо можливо, уникайте знаходження з краю групи;
- утримуйтесь від надмірного збовтування та різких, хаотичних рухів;
- не дозволяйте домашнім улюбленцям заходити у воду;
- не беріть з собою у воду блискучих коштовностей, пістрявого та надмірно яскравого одягу, всього того, що може привернути увагу акул;
- не заходьте у воду при кровотечах, відкритих ранах або менструації;
- уникайте областей де плавають залишки риб, риболовецьких місць, там де чистять рибу;
- виконуйте вказівки рятівників;
- і найголовніше — керуйтесь здоровим ґлуздом. Необхідно пам'ятати, що всі акули (навіть ті, що вважаються «безпечними») — це дикі тварини і ніхто впевнено не може сказати, як ці істоти поводитимуться. Завжди необхідно проявляти зайву обережність відносно їхніх здібностей.

## Під захистом дельфінів
Існує немало задокументованих випадків, коли дельфіни рятували людину від нападу акул, наприклад, напад на серфінгіста в Північній Каліфорнії в серпні 2007 року. Подібне також задокументовано біля узбережжя Нової Зеландії в 2004 році. Зазвичай, дельфіни утворюють коло навколо пораненої людини. Проте, незважаючи на багаторічні дослідження, переконливих пояснень такій поведінці немає. Також, бували випадки нападу акул на дельфінів. Окрім того, наявність дельфінів не гарантує відсутності акул, оскільки вони полюють на одну і ту ж здобич.

## Вплив на ЗМІ
Фільм «Щелепи» став причиною масштабного полювання та вбивства тисяч акул. Фільм вплинув на людей і дав їм не реалістичний погляд на акул, змушуючи їх боятися їх більше, ніж, ймовірно, варто було б. Протягом багатьох років засоби масової інформації продовжували експлуатувати цей страх, роздмухуючи сенсаційні напади та зображуючи акул злісними людожерами.
8 червня 2023 року у єгипетському місті Хургада тигрова акула напала і вбила російського туриста, 23-річного Володимира Попова. На тлі повномасштабного вторгнення РФ в Україну, через цей інцидент українські соцмережі вибухнули мемами, наприклад не обійшлося без жартів про керівника ГУР МО Кирила Буданова. Його і зображували у костюмі акули, й малювали тварину в акваріумі, й навіть «нагородили» її відзнакою. А Сергій Притула навіть звернувся до президента України з пропозицією нагородити акулу орденом «За заслуги» III ступеня.